# Stenochironomus sabroskyi
Stenochironomus sabroskyi är en tvåvingeart som beskrevs av Tokunaga 1964. Stenochironomus sabroskyi ingår i släktet Stenochironomus och familjen fjädermyggor. Inga underarter finns listade i Catalogue of Life.